# Cyril Pearce
Cyril Pearce (* 28. Januar 1908 in Shirebrook; † 1990) war ein englischer Fußballspieler.

## Sportlicher Werdegang
Pearce kam 1930 von den Wolverhampton Wanderers, für die er ohne Einsatz in der Second Division geblieben war, zum AFC Newport County in die Football League Third Division South. Der walisische Klub musste sich als Tabellenvorletzter der Drittliga-Spielzeit 1930/31 der erfolglos verlaufenden Wiederwahl stellen. Pearce, der 22 der 69 Saisontore erzielt hatte, wechselte daraufhin zu Swansea Town in die Second Division. Für den Klub erzielte er in der Zweitliga-Saison 1931/32 35 Saisontore und krönte sich damit zum Torschützenkönig der zweithöchsten Spielklasse, dennoch reichte es für die Mannschaft nur zum 15. Tabellenplatz. Daraufhin schloss er sich dem Ligakonkurrenten Charlton Athletic an, mit dem er am Ende der Spielzeit 1932/33 trotz 23 Treffern von Pearce in die Drittklassigkeit abstieg. Nach einem fünften Rang in der Folgesaison, bei dem er mit 29 Saisontreffern erneut bester vereinsinterner Torschütze war, gelang in der Drittliga-Spielzeit 1934/35 als Meister der Wiederaufstieg. Zwischenzeitlich von Harold Hobbis als treffsicherstem Stürmer abgelöst, gelang ihm mit der Mannschaft als Ligazweiter hinter Manchester United der direkte Durchmarsch in die First Division, wo sie hinter Manchester City Vizemeister der Spielzeit 1936/37 wurde. Mittlerweile war Pearce jedoch nur noch Ergänzungsspieler und kam kaum noch zum Zug, daher kehrte er zu Swansea Town zurück. Vor Beginn des Zweiten Weltkriegs beendete er hier seine Profikarriere.